# Bainville
Bainville és una població dels Estats Units a l'estat de Montana. Segons el cens del 2000 tenia 153 habitants.

## Demografia
Segons el cens del 2000, Bainville tenia 153 habitants, 72 habitatges, i 43 famílies. La densitat de població era de 57,4 habitants per km².
Dels 72 habitatges en un 23,6% hi vivien nens de menys de 18 anys, en un 54,2% hi vivien parelles casades, en un 4,2% dones solteres, i en un 38,9% no eren unitats familiars. En el 37,5% dels habitatges hi vivien persones soles el 22,2% de les quals corresponia a persones de 65 anys o més que vivien soles. El nombre mitjà de persones vivint en cada habitatge era de 2,13 i el nombre mitjà de persones que vivien en cada família era de 2,82.
Per edats la població es repartia de la següent manera: un 19,6% tenia menys de 18 anys, un 5,9% entre 18 i 24, un 19,6% entre 25 i 44, un 28,1% de 45 a 60 i un 26,8% 65 anys o més.
L'edat mediana era de 49 anys. Per cada 100 dones de 18 o més anys hi havia 86,4 homes.
La renda mediana per habitatge era de 26.250 $ i la renda mediana per família de 29.643 $. Els homes tenien una renda mediana de 27.000 $ mentre que les dones 13.750 $. La renda per capita de la població era de 14.997 $. Aproximadament el 16,7% de les famílies i el 14,8% de la població estaven per davall del llindar de pobresa.

## Poblacions més properes
El següent diagrama mostra les poblacions més properes.